# Heinz Hamm
Heinz Hamm (* 27. Februar 1944) ist ein deutscher Germanist. Er ist in erster Linie Experte für Johann Wolfgang von Goethe, daneben beschäftigt er sich intensiv mit Gotthold Ephraim Lessings Laokoon.

## Leben und Wirken
Der 1944 geborene Heinz Hamm studierte von 1962 bis 1967 Germanistik und Latinistik an der Martin-Luther-Universität Halle-Wittenberg. Von 1967 bis 1972 war er dort Assistent der Sektion Germanistik. 1972 erfolgte die Promotion zum Dr. phil. Nach einer Lehrtätigkeit an der Universität Paris VIII (Vincennes-Saint-Denis) von 1974 bis 1975 kehrte er als Dozent an die Martin-Luther-Universität Halle-Wittenberg zurück. 1979 nahm er eine bis 1983 währende Gastdozentur am Germanistischen Institut der Universität Warschau an. Darauf folgte von 1984 bis 1991 eine Professur für Geschichte der deutschen Literatur an der Friedrich-Schiller-Universität Jena. Von 2000 bis 2010 war er Mitarbeiter der Mommsen Foundation for the Advancement of Goethe Research im kalifornischen Palo Alto.
Hamm veröffentlichte neben Büchern zahlreiche Aufsätze und Rezensionen vor allem in den Weimarer Beiträgen und im s:Goethe-Jahrbuch.

## Schriften

### Bücher
- Die theoretischen Auffassungen des späten Goethe über Wirklichkeit und Kunst. Universität Halle, Philosophische Fakultät, Halle 1972 (Dissertation A).
- Der Theoretiker Goethe. Grundpositionen seiner Weltanschauung, Philosophie und Kunsttheorie (= Literatur und Gesellschaft). Herausgegeben von der Akademie der Wissenschaften der DDR, Zentralinstitut für Literaturgeschichte. Akademie-Verlag, Berlin 1975. (Auch als Band 5 der Reihe Literatur im historischen Prozess im Scriptor-Verlag, Kronberg/Ts. 1976, ISBN 3-589-20122-3.)
- Goethes „Faust“. Werkgeschichte und Textanalyse. Herausgegeben vom Kollektiv für Literaturgeschichte. Volk und Wissen, Berlin 1978. (6., völlig neue bearbeitete Auflage 1997.)
- Theorie und Ideologie bei Goethe. Mit einem Anhang zu Lessings „Laokoon“. Universität Halle, Philosophische Fakultät, Halle 1979 (Dissertation B).
- Goethe und die französische Zeitschrift Le Globe. Eine Lektüre im Zeichen der Weltliteratur. Böhlau, Weimar 1998, ISBN 978-3-7400-1019-5.
- Der falsche Zeuge. Irrwege der Goethe-Forschung. Aurora-Verlag, Berlin 2013, ISBN 978-3-359-02529-0.

### Aufsätze (Auswahl)
- Die Argumentation des „Laokoon“ gegen die „stückweise Schilderung“ sichtbarer Gegenstände. In: Impulse. Aufsätze, Quellen, Berichte zur deutschen Klassik und Romantik. Folge 4. Im Auftrag der Nationalen Forschungs- und Gedenkstätten der klassischen deutschen Literatur in Weimar herausgegeben von Walter Dietze und Peter Goldammer. Redaktion Reiner Schlichting. Mit 8 Abbildungen. Aufbau-Verlag, Berlin/Weimar 1982, S. 44–69.
- Das Poesie-Programm des Lessingschen „Laokoon“. In: Olga Dobijanka-Witczakowa, Tadeusz Namowicz (Hrsg.): Lessing und Probleme der deutschen und der polnischen Aufklärung. Zakład Narodowy Imienia Ossolińskich, Wydawn. Polskiej Akademii Nauk, Wrocław/Warszawa/Kraków/Gdańsk/Łódź 1983, ISBN 83-04-01231-6, S. 53–70.
- Die Argumentation des „Laokoon“ zum „eigentlichen Gegenstand der Poesie“ in ihrem wirkungsgeschichtlichen Kontext. In: Hans-Georg Werner (Hrsg.): Bausteine zu einer Wirkungsgeschichte. Gotthold Ephraim Lessing. Aufbau-Verlag, Berlin/Weimar 1984, S. 23–49.
- Goethe und Claude-Henri de Saint-Simon. In: Beiträge zur Geschichtsphilosophie der deutschen Klassik. Collegium Philosophicum Jenense. Heft 7 (hrsg. von Erhard Lange), Hermann Böhlaus Nachfolger, Weimar 1981, S. 134–140.

## Herausgeberschaft
- Peter Hacks: Marxistische Hinsichten. Politische Schriften 1955–2003. Eulenspiegel Verlag, Berlin 2018, ISBN 978-3-359-01329-7.
- mit Kai Köhler: Der Briefwechsel zwischen Peter Hacks und André Müller sen. 1957–2003. Eulenspiegel Verlag, Berlin 2023, ISBN 978-3-359-02459-0.